# Ripacandida
Ripacandida est une commune italienne d'environ 1 700 habitants, située dans la province de Potenza, dans la région Basilicate, en Italie méridionale.

## Histoire
Fondée par les Romains, Ripacandida est nommée Candida Latinorum. Ce n'est qu'au Moyen Âge qu'elle devient Ripa (colline) Candida (candide, pure).
La commune abrite une communauté arbëresh, Albanais installés ici au XVe siècle, fuyant l’avance ottomane. Ces Albanais ont gardé une forte identité, parlant toujours leur langue, l’arbërisht.
Après la Seconde Guerre mondiale, Ripacandida voit sa population diminuer en raison d'une émigration massive. De fortes communautés originaires de Ripacandida sont recensées en Allemagne, Suisse, Angleterre, États-Unis, Argentine et Brésil.
Les chiffres des départs de la commune et des décès sont supérieurs aux arrivées et aux naissances.

## Monuments et patrimoine
- Église San Donato, mentionnée dans une bulle du pape Eugène III en 1152, vraisemblablement édifiée pour une communauté de Franciscains, très richement décorée de peintures murales[2].

## Fêtes et traditions
Différentes fêtes religieuses ont lieu à Ripacandida. La plus importante d'entre elles est la commémoration de San Donato d'Arezzo, saint patron du village. La fête se déroule sur trois jours fixes: le 5, 6 et 7 août de chaque année.

## Administration
| Période                                  | Période | Identité             | Étiquette | Qualité |
| ---------------------------------------- | ------- | -------------------- | --------- | ------- |
|                                          |         | Giuseppe Mastantuono |           |         |
| Les données manquantes sont à compléter. |         |                      |           |         |

### Communes limitrophes
Atella, Barile, Filiano, Forenza, Ginestra, Rionero in Vulture

### Évolution démographique
Habitants recensés

## Personnalités nées à Ripacandida
- San Donato de Ripacandida (1179–1198), moine bénédictin né à Ripacandida[3]